# Springer Series in Information Sciences
Springer Series in Information Sciences, vetenskaplig bokserie utgiven av Springer Verlag på 1980-talet. I redaktionen satt de tre professorerna King Sun Fu, Thomas S. Huang och Manfred R. Schroeder.
| Volym | Titel                                                          | Författare       | Utgivningsår |
| ----- | -------------------------------------------------------------- | ---------------- | ------------ |
| 1     | Content-Addressable Memories                                   | T. Kohonen       | ?            |
| 2     | Fast Fourier Transform & Convolution Algorithms                | H. J. Nussbaumer | ?            |
| 3     | Algorithms & Devices for Pitch Determination of Speech Signals | W. Hess          | ?            |
| 4     | Pattern Analysis                                               | Heinrich Niemann | 1981         |
| 5     | Image Sequence Analysis                                        | Thomas S. Huang  | ?            |